# 雅子 (女優)
雅子（まさこ、1964年7月30日 - 2015年1月29日）は、日本のモデル、女優。東京都中央区日本橋出身。所属事務所はテンカラット Plume。本名・大岡 雅子（おおおか まさこ）。既婚。身長167cm。

## 略歴・人物
1983年にモデルデビュー。当初はナウファッションエージェンシーに所属していた。雑誌『an・an』や『クロワッサン』などでモデル活動した他、映画出演、コラム、エッセイなど執筆、バッグのデザインなども手掛け、多方面で活躍した。女優としては映画『リング』シリーズの山村貞子の母・志津子役で知られる。
2015年1月29日、肺動脈肉腫による多臓器不全のため死去。50歳没。
ナウファッション時代の同僚だった石井たまよや、元オスカープロモーション所属の小林里香と親交が深かった。

## 出演

### 企業広告
- JR東日本
- 資生堂
- NEC
- 松屋
- 日本ロレアル「ロレアルエクスパート」
- コーセー「エルシア」

他

### CM
- ネスカフェ
- 東日本旅客鉄道
- 日清食品
- 本田技研工業
- AGFマキシム
- NTT北陸
- 日立建機
- サントリー
- 新生銀行

他

### 雑誌
- an・an
- 婦人画報
- ミセス
- 家庭画報
- クロワッサン
- 婦人公論

他

### 映画
- フィガロ・ストーリー（1991年）主演
- リング シリーズ - 山村志津子 役
  - リング（1998年）
  - リング2（1999年）
  - リング0 バースデイ（2000年）
- ガラスの脳（2000年）
- 修羅雪姫（2001年） - 唖空 役
- サヨナラCOLOR（2005年） - 田澤あき子 役

### オリジナルビデオ
- 新・百合族 先生、キスしたことありますか?（1994年） - 湯浅かの子 役

### Vシネマ
- 湾岸ミッドナイト（1991年）

### 著書
- 雅子 スタイル（2014年7月、宝島社）ISBN 978-4800228338